# Роу-хаус у Сумійосі
34°36′38″ пн. ш. 135°29′32″ сх. д. / 34.610522° пн. ш. 135.492289° сх. д.
Роу-хаус у Сумійосі («Будинок стрічкової забудови», яп. 住吉の長屋) або Адзума-хаус (яп. 東邸) — будинок в м. Осаці (Японія), зведений у 1975—1976 роках за проектом японського архітектора Тадао Андо (нар. 1941). Знаходиться у районі Сумійосі у нижній частині міста поряд зі святилищем Сумійосі тайся.
Роу-хаус став однією з найперших робіт Андо, в якій вже проглядаються характерні риси творчості архітектора. З кінця 1960-х і до початку 1970-х Андо боровся за створення просторів на вузьких ділянках землі. Цей доволі невеликий будинок виражає рішучість Андо впливати на суспільство шляхом архітектури.
Будинок — монолітна двоповерхова бетонна споруда, головний фасад якої акцентований лише на дверному прорізі. Андо використав лише дві прямокутні форми: фасад і двері. Внутрішній простір розділений на три прямокутники — центральну частину займає атріум. Перший сектор має два рівні — на першому розташовується вітальня, на другому спальня для гостей. Перший рівень другого сектора включає в себе кухню і ванну кімнату, другий — спальню господарів. У будинку відсутня важлива складова звичайних споруд — у подвір'ї немає покрівлі; через отвір проникаються дощ, світло і вітер. Відкрите подвір'я втілює у собі центральну тему цієї резиденції — тему любові до родини.
У 1979 році за Роу-хаус Андо тримав щорічну нагороду від Архітектурного інституту Японії. Роу-хаус вважається шедевром у післявоєнній історії архітектури житлових будівель.